# Kamov Ka-31
El Kamov Ka-31 (designación OTAN: Helix-E) es un helicóptero militar desarrollado para la Unión Soviética y actualmente en servicio en Rusia e India como sistema de alerta temprana aerotransportada naval. 
Al igual que todos los helicópteros Kamov excepto la familia Ka-60/Ka-62, el Ka-31 dispone de rotores coaxiales contrarrotativos. Su estructura está basada en el Kamov Ka-29, una variante del Kamov Ka-27. Una característica visualmente distintiva del Ka-31 es la enorme antena del radar de alerta temprana, que puede estar desplegado hacia abajo y rotando sobre sí mismo o abatido bajo el fuselaje. El tren de aterrizaje se retrae para prevenir interferencias con el radar.

## Operadores
India
- Armada India

 Rusia
- Armada Rusa

 Unión Soviética

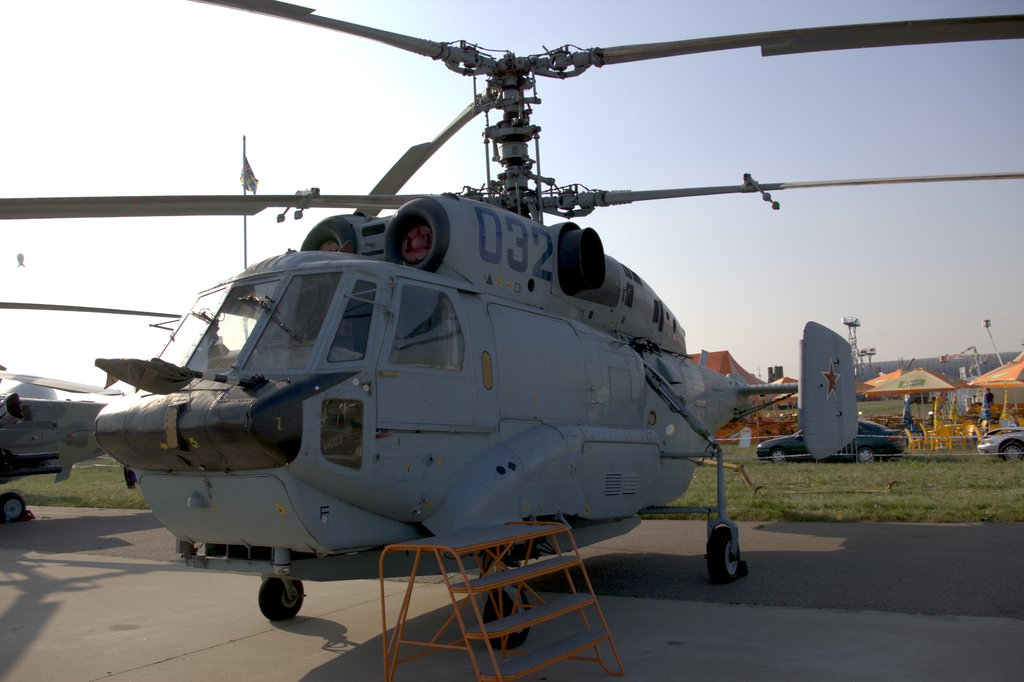
Kamov Ka-31 en el MAKS de 2007.

- Armada Soviética. Ka-29RLD (prototipos)

## Especificaciones (Ka-31)
Referencia datos: AWACS and Hawkeyes: The Complete History of Airborne Early Warning Aircraft.

### Características generales
- Tripulación: 2 (piloto y operador de sensores)
- Longitud: 12,5 m
- Diámetro rotor principal: 14,5 m
- Altura: 5,6 m
- Peso vacío: 12.200 kg
- Planta motriz: 2× Turboeje Klimov TV3-117VMAR.
  - Potencia: 1.633 kW 1.217,7 HP cada uno.
- Hélices: rotores coaxiales

### Rendimiento
- Velocidad máxima operativa (Vno): 250 km/h
- Velocidad crucero (Vc): 205 km/h
- Alcance: 250 km
- Techo de vuelo: 3.500 m (11.483 ft)

### Desarrollos relacionados
- Kamov Ka-25
- Kamov Ka-27 / Ka-28
- Kamov Ka-29
- Kamov Ka-32

### Aeronaves similares
- Grumman E-2 Hawkeye
- AgustaWestland AW101 AEW
- Eurocopter AS 532 Cougar Horizon
- Westland Sea King AEW